# Victoria McCloud
Pour les articles homonymes, voir McCloud.
Victoria McCloud, née en 1969 dans le comté de Surrey, est une avocate et un juge britannique.
Elle est la première personne transgenre nommée à la Haute Cour de justice d'Angleterre et du Pays de Galles, en 2010.

## Biographie

### Origines, identité et famille
Victoria Helen McCloud (Williams avant son mariage) naît de sexe masculin en 1969 dans le comté de Surrey, en Angleterre,. Son père, mort en 2010, est membre de la Royal Air Force pendant la Seconde Guerre mondiale, puis devient chercheur dans le domaine des fusées et professeur universitaire d'ingénierie. Sa mère, de langue maternelle galloise, est une artiste et une enseignante.
Elle fait reconnaître officiellement en 2004 sa transition de genre, réalisée à la fin des années 1990 après avoir été admise au barreau.
Elle est mariée à la psychiatre Annie McCloud (partenariat civil conclu en 2006).

### Études et parcours professionnel
Elle fait des études de psychologie expérimentale à Christ Church (Oxford), conclues par un doctorat consacré à la manière dont le cerveau traite la vision en trois dimensions, puis des études de droit. Elle est admise au barreau en 1995,.
Elle est nommée en 2010, à l'âge de 40 ans, à la Haute Cour de justice d'Angleterre et du Pays de Galles. Elle est la deuxième femme à y siéger et la première personne transgenre. Elle est aussi, à l'époque, le plus jeune membre de l'histoire de la cour,. Elle préside des affaires très médiatisées, notamment en 2016 la demande d'interdiction d'entrée sur le territoire britannique contre Donald Trump, et une plainte visant à écarter Jeremy Corbyn de la tête du parti travailliste,.
En 2021, à l'occasion de la Journée internationale de visibilité transgenre, elle encourage d'autres juristes ou étudiants transgenres à devenir juges pour que l'institution judiciaire reflète mieux la diversité de la société.
Elle démissionne de son poste de juge en février 2024 pour le mois d'avril en raison du risque de politisation de la justice : elle déclare être devenue une cible dans le contexte politique et judiciaire du moment, notamment en raison d'un recours devant la Cour suprême du Royaume-Uni sur les conditions que les femmes transgenres doivent remplir pour être légalement reconnues comme femmes,. Sa démission lui donne par ailleurs la possibilité de plaider contre le recours précité,.

### Autres activités
Elle est l'auteur, en 2021, d'un petit recueil de poèmes publié sous le pseudonyme de Victoria Rees.

## Publications
- (en) Victoria Williams, Surveillance and Intelligence Law Handbook, Oxford, Oxford University Press, 2006, 662 p. (ISBN 978-0199286850)
- (en) Victoria McCloud, Civil Procedure Handbook 2012/2013, Oxford, Oxford University Press, 2012, 1072 p. (ISBN 9780199659562)
- (en) Victoria Rees, Cable Landings and other poems, Portlaw Press, 2021, 29 p. (ISBN 978-1838381301)